# Luiz Trainini
Luiz Trainini, född 14 januari 1978, är en brasiliansk bågskytt. Han deltog vid olympiska sommarspelen 2008.